# 1836 Komarov
Komarov (asteroide 1836) é um asteroide da cintura principal, a 2,2396093 UA. Possui uma excentricidade de 0,1948545 e um período orbital de 1 694,5 dias (4,64 anos).
Komarov tem uma velocidade orbital média de 17,85845203 km/s e uma inclinação de 7,03467º.
Este asteroide foi descoberto em 26 de Julho de 1971 por Nikołaj Czernych.
Foi assim nomeado em homenagem ao cosmonauta soviético Vladimir Komarov.